# Поп-ап књиге
Поп-ап књига (или сликовница) је тродимензионална, механизована књига код које, окретањем страница, илустрације “искачу” у простор (енг. Pop-up – појавити се, нагло искочити однекуд). Ова техника примењује се често и код честитки и различитог рекламног материјала.
Појава тродимензионалне механизоване књиге заувек је променила однос између илустрације, речи и читаоца. Ова веза постала је динамичнија, интерактивнија и наравно – забавнија.

## Прве конструкције
Историја поп-ап конструкција започиње средином 13. века у средњовековном манастиру опатије Св. Албана (Abbey of St Albans) у Енглеској. Бенедиктански монах Метју Парис (Matthew Paris) је у свом рукопису Chronica Majora направио први познати примерак књиге која садржи покретни део, а то је покретни точак од папира (volvellа), помоћу кога је могуће поредити табеле и израчунавати датуме, без потребе да се листа цела књига. Обзиром да су рукописне књиге уникатне и подложне оштећењима овакво решење постало је популарно, посебно међу астрономима, јер је умногоме олакшавало различите прорачуне. У 16. веку овај механизам почиње да се користи и у криптографији, као помоћ при декодирању тајних порука.
Следећи корак ка појави поп-апа била је клапна (flap), односно преклопни део илустрације чијим отварањем се открива друга, испод ње скривена слика. Клапну је у 16. веку осмислио професор анатомије Андреас Везалијус (Andreas Vesalius) како би својим студентима што реалније дочарао изглед и положај унутрашњих органа човека. У ту сврху користио је неколико слојева табли које преклапају једна другу.
Следећа иновација, инспирисана вашарским атракцијамам 18. века је расклопива конструкција хармоника (peepshow) или тунел (tunnel book). Илустроване стране повезане су међусобно попут меха на хармоници, а крајеви су причвршћени за картонске корице. На предњој корици налази се отвор кроз који се посматра сцена. Када се мех на књизи развуче илустрације се раздвајају и одају утисак дубине и тродимензионалности.
Рекламна књижица за Велику индустријску изложбу (Great Industrial Exhibition) одржану 1853. у Даблину, Ирска. Сцена представља церемонију отварања.
- Развучена књижица
- Поглед кроз отвор
- Детаљ унутар конструкције

## Развој
У сликовницама за децу покретне илустрације почињу да се примењују тек у 19. веку. Томас Дин (Thomas Dean), власник лондонске издавачке куће Dean & Son, имао је значајану улогу у даљем развоју поп-ап књига. Од средине 19. века ова компанија и објавила преко 70 наслова који су садржали различите покретне делове (Living pictures). На овом послу био је ангажован велики број уметника који су ручно правили и бојили покретне делове, а увели су и један новитет. Осмислили су принцип жалузине (dissolving views), код кога различити делови илустрације трансформишу један цртеж у други уз помоћ мале полуге.
- Иницијална илустрација приказује сцену на којој Пепељугу представљају принцу.
- Када се жалузина помери добија се сцена која приказује Пепељугу како обува ципелицу.

По угледу на Дина многи издавачи почињу да објављују слична издања, али праву конкуренцију Дин је добио тек у Рафаелу Таку (Raphael Tuck), власнику издавачке куће Raphael Tuck & Sons. Ова компанија производила је луксузне предмете од папира: честитке, слагалице, папирне лутке, украсне папире и књиге различитих величина и врло брзо су схватили да ће покретни механизми у великој мери повећати популарност њихових издања. За разлику од Дина Так је своје књиге штампао у Немачкој, где је у другој половини 19. века усавршена техника штампе у боји, што му је омогућило велику предност у погледу тиража.
Ернест Нистер, (Ernest Nister) још један издавач из 19. века, у свет поп-апа увео је усправне слике (stand-up). Код ове конструкције се сваки ниво илустрације на једном крају савија под правим углом и причвршћује за доњи ниво, а последњи за подлогу. Отварањем књиге ти нивои се издижу и стварају утисак тродимензионалности. Нистер је такође заслужан и за унапређење конструкције точка од папира (volvellа) који је унапредио конструкцијом точка са летвицама (revolving slats). На дну или при врху стране налази се полуга чијим померањем се точак, скривен између листова окреће, а кроз изрезе на страни појављују различити делови илустрације, стварајући нову слику.
Најоригиналније поп-ап књиге 19. века дело су минхенског уметника Лотара Мегендорфера (Lothar Meggendorfer). Он је развио компликоване системе полуга сакривене међу странама помоћу којих је могуће покренути више различитих делова истовремено и то на различите стране. Полуге је повезивао металним закивцима и покретањем само једне покретао се цео механизам.

## 20. Век
Готово све покретне књиге почетком 20. века штампане су у Немачкој, па је са избијањем Првог светског рата производња поп-ап књига потпуно замрла. Нова серија издања тако високог квалитета поново је покренута тек 1929. године. Енглески издавач С. Луис Жиро (S. Luis Giraud) осмислио је, дизајнирао и произвео књиге са конструкцијама које је назвао „живи модели”. Ово су биле прве праве поп-ап књиге онакве какве их данас познајемо. Сваки наслов садржао је најмање пет конструкција које су се уздизале без потребе да померања било какве полуге. Ови компликовани склопови нису само одавали утисак тродимензионалности већ су то заиста и били, пошто су се могли посматрати са свих страна. Између 1929. и 1949. Жиро је створио и серију Годишњака за децу (Children's Annual), од којих је сваки садржао пет или више поп-ап конструкција.
Опасност од избијања Другог светског рата, натерала је 3-их година већину уметника да се пресели преко океана, у Америку. Америчка издавачка кућа Blue Ribbon оберучке је примила многе дизајнере и у својим издањима класичних бајки и сликовница са ликовима Волта Дизнија (Walt Disney) применила конструкције које су до тада стваране само у Европи. Ова издавачка кућа прва је искористила могућност и правно заштитила име које покретне књиге данас носе – поп-ап. За само пет година, од 1930. до 1935. издања Blue ribbon-а постала су бестселери који су остваривали невероватне профите. Поп-ап у Америци је процветао, а поп-ап конструкције примењују су свуда. Произвођачи у паковањима својих производа поклањају купцима поп-ап рекламе. Чак се и упутства за употребу праве са поп-ап конструкцијама. Новине, ради придобијања читалаца, објављују стране од којих се могу склопити различите сцене. Брачни пар Џералдин и Бен Клајн (Geraldine & Ben Klein) у по-ап уводе јапанску вештину савијања и исецања папира киригами чиме знатно поједностављују и појефтињују производњу. Суштина киригамија је у томе да се цела конструкција добија из само једног комада папира. Нема додатних делова, механизама, компликованих склопова.
И док се у Америци усавршавају конструкције, у Европи и даље настају иновације. Миланска издавачка кућа Casa Editrice Hoepli је 1930. године издала прву књигу са конструкцијом вртешке (carousel). Код ове конструкције књига се потпуно отвари и корице саставе, па се тако добија тродимензионална сценографија може гледати са свих страна. Неколико слојева на свакој страни целој сцени дају дубину и утисак треће димензије.
Послератни период обележио је чехословачки уметник Војтех Кубашта (Vojtěh Kubašta). Његове конструкције одликовале су се мноштвом живописних детаља, а већина ситних делова могла је и додатно да се покрене на већ усправљеној конструкцији. У другој половини 20. века поп-ап постаје озбиљан посао. На свакој књизи је ангажовано више од стотину људи. Писци пишу приче, илустратори смишљају ликове и сцене, дизајнери стварали конструкције, а све на крају секу и састављају радници у Јапану. Објављује се више хиљада поп-ап издања која се продају широм света. У то време први пут се појавио и појам папирне конструкције (paper engineering), а уметници који су се њима бавили добили су углед и поштовање какво заслужују. Илустратор Никола Бејли (Nicholas Bailey) почиње да третира конструкцију и страницу као јединствену целину, а у књигама се појављује и звук. Прва књига са звуком била је The Pop-up Book of Gnomes. Садржала је конструкцију у којој, при отварању стране, парче назубљеног картона прелази преко другог картона равне ивице, стварајући тако звук тестере.
До праве експанзије дошло је осамдесетих година. Објављено је на стотине издања са невероватним конструкцијама и механизмима. Поп-ап књиге, које су до тада сматране мање-више играчкама, по први пут су високо цењене због свог садржаја, уметничког карактера, а нарочито генијалности њихових конструкција. Haunted House Јана Пиенковског (Jan Pieńkowski) постала је 1980. године прва награђена поп-ап књига. Многи издавачи почињу оваква издања да посматрају као идеална решења за уџбенике. Изванредна поп-ап серија National geographic-а, објављена у периоду од 1985. до 1994. кроз образовне текстове, детаљне илустрације и компликоване поп-ап конструкције пружила је читаоцима могућност да продру у суштину материје. Појавиле су се и прве поп-ап књиге уметничког карактера, без текста и са акцентом на самим конструкцијама и механизмима.

## Познати дизајнери
Најпознатија имена у свету поп-апа данас су Роберт Сабуда (Robert Sabuda) и Метју Рејнхарт (Mathew Reinhart). Ова два изузетна дизајнера често сарађују на пројектима, а свака њихова заједничка књига има преко 35 склопова који попуњавају целе стране, али и мноштво малих конструкција скривених на разним деловима страна, које треба открити и покренути, што за читаоца представља додатни ужитак, а за аутора изазов.

## Процес стварања поп-ап књига
Процес стварања једне поп-ап књиге од седамдесетих година до данас није се пуно променио. Писци пишу, илустратори развијају концепт и израђују илустрације, дизајнер конструишу све сложеније механизме. Ни мало лак задатак, јер илустрације у поп-ап књизи морају да буду чврсте и стабилне, а при томе да се савршено склапају при окретању страна. Одштампани делови конструкције се секу и савијају уз помоћ алата који се израђују за сваку књигу посебно. Склапање конструкција ради се ручно. У данашње време, када се оваква издања штампају у великим тиражима и најчешће на неколико језика, сваки радник склапа само једну конструкцију неколико стотина пута. Цео процес захтева велико ангажовање сваког стручњака који у њему учествује.

## Основни поп-ап механизми
- ПАРАЛЕЛНИ СЛОЈЕВИ (multiple layers) - један од првих механизама коришћен у поп-ап књигама и без сумње најједноставнији. Сваки део је равна површина, а утисак тродимензионалности ствара се постављањем више слојева.
- ЛЕБДЕЋИ СЛОЈЕВИ (floating layers) - механизам сличан претходном по томе што може имати више паралелних слојева. Разлика је у томе што се ова конструкција посматра када су стране књиге потпуно отворене.
- Л-СКЛОП (V-fold) - најједноставнији, најчешћи и најдуготрајнији механизам. Као и претходни посматра се када се странице књиге потпуно отворе. Овај механизам мора бити савијен и постављен под неким углом. Није неопходно да тај угао буде 90°.
- МАГИЧНА КУТИЈА (magic box) - одличан пример како се малом променом конструкције може постићи потпуно нови ефекат. Принцип кутије заснива се на механизму лебдећих слојева коме су додате странице.
- МРДАЛИЦА (pivoting motion) - iако се не могу назвати правим поп-ап механизмима, мрдалице се веома често користе у поп-ап књигама. Разликујемо две врсте конструкција:

1. клизећа мрдалица - једноставан механизам код кога је илустрација залепљена за полугу која се може покренути у два правца, односно извући и вратити.
2. машућа мрдалица- механизам који се може направити на два начина: помоћу равне полуге која покреће механизам који је у једној тачци причвршћен за подлогу, или по принципу точка, где је механизам причвршћен за подлогу на средини, при чему један део конструкције представља саму илустрацију, док други крај служи као полуга.[3]

Неки примери основних поп-ап механизама:
- Механизам магичне кутије може се применити и на конструкцијама које нису коцкасте
- Клизећа мрдалица
- машућа мрдалица